# Équipe de Nouvelle-Calédonie de football
Cet article traite de l'équipe masculine. Pour l'équipe féminine, voir Équipe de Nouvelle-Calédonie de football féminin.
Maillots
L'équipe de Nouvelle-Calédonie de football est une sélection des meilleurs joueurs néo-calédoniens sous l'égide de la Fédération calédonienne de football. Elle participe aux compétitions de la Confédération du football d'Océanie et de la FIFA.
L'équipe territoriale de Nouvelle-Calédonie, bien qu'émanant d'une fédération souveraine affiliée à la FIFA, est l'une des seules sélection nationale au monde (avec Tahiti) à participer à une compétition régionale, la Coupe de l'Outre-Mer de football, organisée par une autre fédération souveraine, la Fédération française de football.
L'équipe de Nouvelle-Calédonie est l'une des plus titrées de la confédération océanienne, et l'une des 4 seules équipes de la zone à avoir atteint le top 100 dans le classement FIFA (en septembre 2008).

## Histoire
La Fédération calédonienne de football, bien que créée en 1928, ne s'est affiliée à la FIFA qu'en 2004 (et est également de devenue membre de l'OFC la même année), devenant le 205e membre de celle-ci. De fait l'équipe de Nouvelle-Calédonie de football peut, depuis cette date, officiellement disputer les compétitions internationales et notamment les éliminatoires de la Coupe du monde.
Auparavant la sélection néo-calédonienne, du fait du rattachement des institutions locales à la Fédération française de football, ne pouvait s'aligner que lors de match amicaux ou compétitions régionales, tels les Jeux du Pacifique, ainsi que la Coupe d'Océanie de football, mais en tant qu'invité.
Les « Cagous » s'illustrent à plusieurs reprises lors de ces compétitions, remportant les Jeux du Pacifique à plusieurs reprises, et finissant à la troisième place, lors des deux premières éditions de la Coupe d'Océanie.
Après un échec pour se qualifier à la Coupe d'Océanie de football 2004, la fédération de football de Nouvelle-Calédonie engage Didier Chambaron comme nouveau sélectionneur de cette équipe.
Lors des Jeux du Pacifique Sud de 2007 à Apia, les « Cagous » sont placés dans le groupe A et s'imposent sur leur grand rival Tahiti sur le plus petit des scores (1-0), cette rencontre est la première des éliminatoires de la Coupe du monde de football 2010. Ils l'emportent ensuite contre les Tuvalu et les Îles Cook (1-0) et (3-0). Pour leur dernier match de poule, ils font match nul face aux Fidji (1-1). Les néo-calédoniens finirent deuxième de leur groupe, et battent alors les Salomon (3-2), puis en finale remportent le trophée face aux Fidji (1-0).
Le tournoi de football des Jeux du Pacifique servant de premier tour qualificatif à la Coupe du Monde en Afrique de Sud, la sélection se retrouve qualifiée pour le second tour, où les Néo-Zélandais leur coupent la route en prenant la première place. Les Cagous finissent toutefois deuxième devant les Fidji et le Vanuatu.
En mai 2011, la sélection affronte à deux reprises la Réunion à Nouméa matchs comptant pour la préparation des jeux des îles de l'océan Indien aux Seychelles des réunionnais. Les Néo-Calédoniens perdent les deux rencontres. Cependant, quelques mois plus tard, lors du tournoi de football des Jeux du Pacifique de 2011 la Nouvelle-Calédonie l'emporte en finale contre les Îles Salomon, sur le score de (2-0), après une victoire au forceps (3-1) contre Tahiti.
En juin 2012, à l'occasion de la Coupe d'Océanie des nations, les « Cagous » réussissent, en demi-finale l'exploit de battre la Nouvelle-Zélande, sur le score de (2-0) (buts de Bertrand Kai et Georges Gope-Fenepej), mais échouent en finale contre le rival tahitien (1-0).
Néanmoins, la compétition servant de second tour qualificatif à la Coupe du monde de football 2014, la Nouvelle-Calédonie se retrouve, au même titre que Tahiti et les demi finalistes (soit la Nouvelle-Zélande et les Iles Salomon) qualifiée pour le tour suivant.

## La rivalité Nouvelle-Calédonie/Tahiti
Une rivalité sportive historique existe entre les « cousins français du Pacifique ».
Elle trouve son prolongement dans le football. La Nouvelle-Calédonie et Tahiti s'affrontent régulièrement lors des compétitions régionales et, depuis 2006, internationales. En 2012, c'est Tahiti qui est en tête au nombre des titres gagnés (1 coupe d'Océanie des nations, 5 médailles d'or aux Jeux du Pacifique Sud, 2 aux mini-jeux du Pacifique Sud, contre 6 médailles d'or aux Jeux du Pacifique Sud pour la Nouvelle-Calédonie). Au 10 juin 2012 sur les 55 rencontres jouées depuis 1953, la sélection néo-calédonienne totalise 26 victoires contre 22 pour Tahiti et 7 matches nuls.

## Sélection actuelle

### Appelés récemment
Les joueurs suivants ne font pas partie du dernier groupe appelé mais ont été retenus en équipe nationale lors des 12 derniers mois.
| Pos. | Nom | Date de Naissance | Sél. | Buts | Club (au moment de leur dernière convocation) | Dernier appel |
| ---- | --- | ----------------- | ---- | ---- | --------------------------------------------- | ------------- |

### Sélectionneurs
| #  | Sélectionneur              | Pays | Période                     | Durée                      | M | V | N | D | % V | Palmarès |
| -- | -------------------------- | ---- | --------------------------- | -------------------------- | - | - | - | - | --- | -------- |
| 1  | Guy Elmour                 |      | 1971 - 1973                 | 2 ans                      | - | - | - | - | -   | —        |
| 2  | Jules Hmeune               |      | 1977                        | moins d’un an              | - | - | - | - | -   | —        |
| 3  | Rudi Gutendorf             |      | 1981                        | moins d’un an              | - | - | - | - | -   | —        |
| 4  | Jacques Zimako             |      | 1995                        | moins d’un an              | - | - | - | - | -   | —        |
| 5  | Michel Clarque             |      | 2002                        | moins d’un an              | - | - | - | - | -   | —        |
| 6  | Serge Martinengo de Novack |      | 2002 - 2004                 | 2 ans                      | - | - | - | - | -   | —        |
| 7  | Didier Chambaron           |      | 2007 - 2010                 | 3 ans                      | - | - | - | - | -   | CO 2008  |
| 8  | Christophe Coursimault     |      | 2010 - 2012                 | 2 ans                      | - | - | - | - | -   | —        |
| 9  | Alain Moizan               |      | 2012 - 2015                 | 3 ans                      | - | - | - | - | -   | CO 2012  |
| 10 | Thierry Sardo              |      | 2015 - 2021                 | 6 ans                      | - | - | - | - | -   | —        |
| 11 | Dominique Wacalie          |      | 2021 - 2022                 | 1 an                       | - | - | - | - | -   | —        |
| 12 | Johann Sidaner             |      | depuis le 26 septembre 2022 | 2 ans, 10 mois et 11 jours | - | - | - | - | -   | —        |

## Résultats

### Palmarès
- Vice-champion d'Océanie en 2008 et 2012
- Médaille d'or des Jeux du Pacifique en 1963, 1969, 1971, 1987, 2007, 2011, 2015 et 2023
  - Médaille d'argent en 1966, 1975, 2003 et 2019
  - Médaille de bronze en 1983 et 1991

#### Compétitions françaises

##### Parcours enCoupe de l'Outre-Mer
| Année | Position     |
| ----- | ------------ |
| 2008  | 5e           |
| 2010  | Premier tour |
| 2012  | 7e           |

#### Compétitions continentales

##### Parcours auxJeux du Pacifique

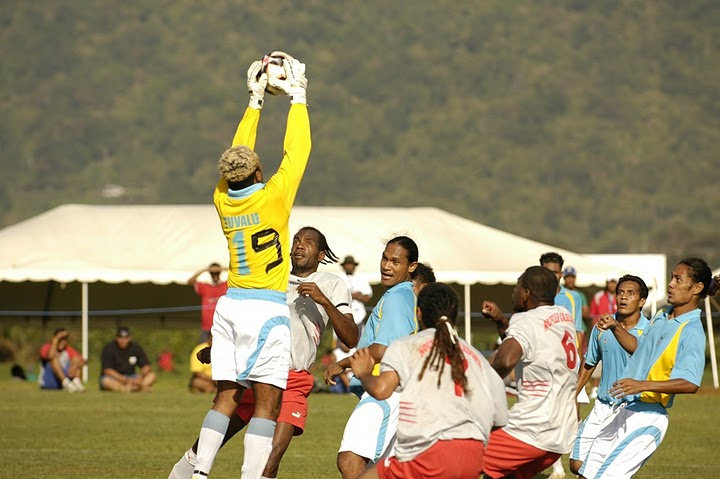
L'équipe de Nouvelle-Calédonie lors d'un match contre l'équipe des Tuvalu lors des Jeux du Pacifique Sud de 2007

- 1963 :  Vainqueur
- 1966 :  Finaliste
- 1969 :  Vainqueur
- 1971 :  Vainqueur
- 1975 :  Finaliste
- 1979 : 4e place
- 1983 : 3e place
- 1987 :  Vainqueur
- 1991 : 3e place
- 1996 : Tour préliminaire
- 1999 : Pas de tournoi de football
- 2003 :  Finaliste
- 2007 :  Vainqueur
- 2011 :  Vainqueur
- 2015 :  Vainqueur
- 2019 :  Finaliste
- 2023 :  Vainqueur

##### Parcours enCoupe d'Océanie
| Année | Position          |      | Année             | Position |             | Année | Position |
| 1973  | Demi-finale (3e)  | 2000 | Tour préliminaire | 2012     | Finaliste   |       |          |
| 1980  | Demi-finale (3e)  | 2002 | 1er tour          | 2016     | Demi-finale |       |          |
| 1996  | Tour préliminaire | 2004 | Tour préliminaire | 2020     | Annulée     |       |          |
| 1998  | Tour préliminaire | 2008 | Finaliste         | 2024     | Retirée     |       |          |

#### Compétitions mondiales

##### Parcours enCoupe du monde
| Année | Position     |      | Année         | Position |                        | Année | Position |
| 1930  | Non inscrite | 1974 | Non inscrite  | 2010     | Non qualifiée          |       |          |
| 1934  | Non inscrite | 1978 | Non inscrite  | 2014     | Non qualifiée          |       |          |
| 1938  | Non inscrite | 1982 | Non inscrite  | 2018     | Non qualifiée          |       |          |
| 1950  | Non inscrite | 1986 | Non inscrite  | 2022     | Non qualifiée          |       |          |
| 1954  | Non inscrite | 1990 | Non inscrite  | 2026     | Éliminatoires en cours |       |          |
| 1958  | Non inscrite | 1994 | Non inscrite  | 2030     | À venir                |       |          |
| 1962  | Non inscrite | 1998 | Non inscrite  | 2034     | À venir                |       |          |
| 1966  | Non inscrite | 2002 | Non inscrite  |          |                        |       |          |
| 1970  | Non inscrite | 2006 | Non qualifiée |          |                        |       |          |

## Joueurs emblématiques de l'histoire du football néo-calédonien
- Christian Karembeu (Équipe de France)
- Antoine Kombouaré (Équipe de France B)
- Jacques Zimako (Équipe de France)
- Marc-Kanyan Case (Équipe de France olympique)
- Charles Tamboueon (Équipe de France olympique)
- Wesley Lautoa (FC Lorient, Équipe de Nouvelle-Calédonie)
- Victor Zéoula (ex-FC Thouars)
- Michel Hmaé (AS Magenta Nickel, Équipe de Nouvelle-Calédonie)
- John Gope-Fenepej (ex-FC Nantes)
- Georges Gope-Fenepej (Espérance sportive Troyes Aube Champagne, Équipe de Nouvelle-Calédonie)
- Iamel Kabeu (AS Manu-Ura, Équipe de Nouvelle-Calédonie)
- César Zéoula (Stade lavallois, Équipe de Nouvelle-Calédonie)
- Pierre Wajoka (Sélection calédonienne)
- Alexandre Loréal (Section calédonienne)
- Bertrand Kaï (Hienghène Sport, Équipe de Nouvelle-Calédonie)

### Classement FIFA
| Année                 | 2004 | 2005 | 2006 | 2007 | 2008 | 2009 |
| --------------------- | ---- | ---- | ---- | ---- | ---- | ---- |
| Classement mondial    | 186  | 187  | 176  | 118  | 130  | 147  |
| Classement en Océanie | 10   | 10   | 6    | 2    | 3    | 3    |

| Année                 | 2010 | 2011 | 2012 | 2013 | 2014 | 2015 | 2016 | 2017 | 2018 | 2019 | 2020 | 2021 | 2022 |
| --------------------- | ---- | ---- | ---- | ---- | ---- | ---- | ---- | ---- | ---- | ---- | ---- | ---- | ---- |
| Classement mondial    | 156  | 166  | 108  | 121  | 153  | 181  | 168  | 154  | 154  | 156  | 156  | 153  | 161  |
| Classement en Océanie | 3    | 4    | 2    | 2    | 2    | 5    | 3    | 4    | 3    | 3    | 3    | 3    | 4    |

| Légende du classement mondial : Légende du classement océanien : | - de 1 à 99 - de 1 à 3 | - de 100 à 149 - de 4 à 6 | - de 150 à 209 - de 7 à 11 |